# لیگ برتر فوتبال ارمنستان ۱۵–۲۰۱۴
لیگ برتر فوتبال ارمنستان ۲۰۱۴–۱۵ (انگلیسی: 2014–15 Armenian Premier League) بیست و سومین فصل از زمان تأسیس آن بود.

## تیم‌ها
| باشگاه        | موقعیت | ورزشگاه                        | گنجایش |
| ------------- | ------ | ------------------------------ | ------ |
| آلاشکرت       | ایروان | ورزشگاه آلاشکرت                | ۶٬۸۵۰  |
| آرارات ایروان | ایروان | ورزشگاه هرازدان                | ۵۴٬۲۰۸ |
| بانانتس       | ایروان | ورزشگاه بانانتس                | ۴٬۸۶۰  |
| گاندزاسار     | کاپان  | ورزشگاه گاندزاسار              | ۳٬۵۰۰  |
| میکا          | ایروان | ورزشگاه میکا                   | ۷٬۲۵۰  |
| پیونیک        | ایروان | ورزشگاه آکادمی فوتبال ایروان   | ۱٬۴۲۸  |
| شیراک         | گیومری | ورزشگاه شهر گیومری             | ۲٬۸۴۴  |
| اولیس         | ایروان | ورزشگاه جمهوریت وازگن سارگسیان | ۱۴٬۴۰۳ |

### تغییرات مربیان
| تیم             | Outgoing manager      | Manner of departure | Date of vacancy | موقعیت در جدول | Incoming manager                             | تاریخ گزینش    |
| --------------- | --------------------- | ------------------- | --------------- | -------------- | -------------------------------------------- | -------------- |
| گاندزاسار کاپان | Sevada Arzumanyan     | Resigned            | ۱۴ آوریل ۲۰۱۴   | پیش از فصل     | Serhiy Puchkov                               | ۳۰ آوریل ۲۰۱۴  |
| آرارات ایروان   | آبراهام خاشمانیان     | Resigned            | ۲۶ آوریل ۲۰۱۴   | پیش ار فصل     | Dušan Mijić                                  | ۴ ژوئیه ۲۰۱۴   |
| اولیسس          | Karen Barseghyan      | Mutual consent      | ۲۴ ژوئیه ۲۰۱۴   | پیش از فصل     | Suren Chakhalyan                             | ۲۵ ژوئیه ۲۰۱۴  |
| آلاشکرت         | آرمن گیولبوداغیان     | Sacked              | ۳۰ اوت ۲۰۱۴     | 6ام            | آبراهام خاشمانیان                            | ۳۱ اوت ۲۰۱۴    |
| آرارات ایروان   | Dušan Mijić           | Sacked              | ۲۶ سپتامبر ۲۰۱۴ | 7ام            | سامول داربینیان                              | ۱ اکتبر ۲۰۱۴   |
| اولیسس          | Suren Chakhalyan      | Mutual consent      | ۶ اکتبر ۲۰۱۴    | 1ام            | گاگیک سیمونیان (caretaker)                   | ۶ اکتبر ۲۰۱۴   |
| آرارات ایروان   | سامول داربینیان       | End of contract     | ۱ دسامبر ۲۰۱۴   | 8ام            | Suren Chakhalyan                             | ۱۳ دسامبر ۲۰۱۴ |
| گاندزاسار کاپان | Serhiy Puchkov        | Mutual consent      | ۲ دسامبر ۲۰۱۴   | 4ام            | Ashot Barseghyan                             | ۱۱ مارس ۲۰۱۵   |
| اولیسس          | گاگیک سیمونیان        | Mutual consent      | ۲۸ فوریه ۲۰۱۵   | 2ام            | Fyodor Shcherbachenko                        | ۲۸ فوریه ۲۰۱۵  |
| آرارات ایروان   | Suren Chakhalyan      | Resigned            | ۱۴ آوریل ۲۰۱۵   | 8ام            | آرتور میناسیان (caretaker) واروژان سوکیاسیان | ۲۸ آوریل ۲۰۱۵  |
| اولیسس          | Fyodor Shcherbachenko | Mutual consent      | ۱۷ آوریل ۲۰۱۵   | 3ام            | Suren Chakhalyan                             | ۱۸ آوریل ۲۰۱۵  |

## جدول لیگ
| رتبه | تیم           | بازی | برد | مساوی | باخت | گل زده | گل خورده | گل تفاضل | امتیاز | صلاحیت                     |
| ---- | ------------- | ---- | --- | ----- | ---- | ------ | -------- | -------- | ------ | -------------------------- |
| ۱    | پیونیک (C)    | ۲۸   | ۱۹  | ۴     | ۵    | ۵۸     | ۲۶       | ۳۲+      | ۶۱     | لیگ قهرمانان اروپا ۱۶–۲۰۱۵ |
| ۲    | اولیس         | ۲۸   | ۱۵  | ۵     | ۸    | ۴۳     | ۳۲       | —        | ۵۰     | دور اول مقدماتی لیگ اروپا  |
| ۳    | شیراک         | ۲۸   | ۱۴  | ۷     | ۷    | ۵۱     | ۳۲       | —        | ۴۹     | دور اول مقدماتی لیگ اروپا  |
| ۴    | آلاشکرت       | ۲۸   | ۱۰  | ۸     | ۱۰   | ۳۲     | ۳۵       | —        | ۳۸     | دور اول مقدماتی لیگ اروپا  |
| ۵    | میکا          | ۲۸   | ۹   | ۱۰    | ۹    | ۳۳     | ۳۴       | —        | ۳۷     |                            |
| ۶    | بانانتس       | ۲۸   | ۸   | ۸     | ۱۲   | ۴۲     | ۴۶       | —        | ۳۲     |                            |
| ۷    | گاندزاسار     | ۲۸   | ۷   | ۸     | ۱۳   | ۳۱     | ۴۴       | —        | ۲۹     |                            |
| ۸    | آرارات ایروان | ۲۸   | ۳   | ۴     | ۲۱   | ۲۸     | ۶۹       | —        | ۱۳     |                            |

## نتایج
| میزبان ╲ میهمان | ALA | ARA | BAN | GAN | MIK | PYU | SHI | ULI |
| آلاشکرت         |     | ۳–۲ | ۰–۰ | ۱–۰ | ۲–۰ | ۰–۲ | ۲–۰ | ۰–۲ |
| آرارات ایروان   | ۲–۱ |     | ۴–۶ | ۱–۵ | ۲–۰ | ۰–۳ | ۰–۲ | ۲–۳ |
| بانانتس         | ۱–۰ | ۳–۰ |     | ۳–۳ | ۰–۲ | ۲–۳ | ۱–۱ | ۰–۲ |
| گاندزاسار       | ۱–۰ | ۱–۰ | ۳–۱ |     | ۲–۱ | ۳–۴ | ۰–۳ | ۰–۰ |
| میکا            | ۰–۰ | ۳–۱ | ۱–۱ | ۱–۱ |     | ۱–۱ | ۳–۱ | ۳–۰ |
| پیونیک          | ۳–۳ | ۴–۰ | ۱–۰ | ۲–۰ | ۵–۰ |     | ۱–۰ | ۰–۲ |
| شیراک           | ۱–۱ | ۳–۲ | ۲–۰ | ۱–۰ | ۱–۰ | ۰–۰ |     | ۱–۲ |
| اولیسس          | ۵–۱ | ۲–۰ | ۱–۰ | ۷–۱ | ۳–۱ | ۲–۱ | ۱–۲ |     |

| میزبان ╲ میهمان | ALA | ARA | BAN | GAN | MIK | PYU | SHI | ULI |
| آلاشکرت         |     | ۱–۱ | ۳–۱ | ۱–۰ | ۱–۲ | ۰–۱ | ۱–۱ | ۱–۰ |
| آرارات ایروان   | ۰–۱ |     | ۲–۲ | ۰–۲ | ۰–۱ | ۲–۲ | ۲–۴ | ۱–۳ |
| بانانتس         | ۲–۰ | ۳–۱ |     | ۳–۰ | ۰–۰ | ۱–۲ | ۳–۶ | ۳–۰ |
| گاندزاسار       | ۲–۳ | ۰–۳ | ۲–۰ |     | ۰–۰ | ۰–۱ | ۳–۳ | ۰–۰ |
| میکا            | ۱–۱ | ۳–۰ | ۲–۲ | ۱–۱ |     | ۱–۰ | ۲–۲ | ۱–۲ |
| پیونیک          | ۳–۱ | ۴–۰ | ۱–۲ | ۳–۱ | ۳–۲ |     | ۲–۱ | ۳–۰ |
| شیراک           | ۰–۲ | ۴–۰ | ۲–۲ | ۲–۰ | ۲–۰ | ۰–۲ |     | ۲–۰ |
| اولیسس          | ۲–۲ | ۰–۰ | ۲–۱ | ۰–۰ | ۰–۱ | ۲–۱ | ۰–۴ |     |

## گلزنان برتر
| رتبه | بازیکن             | تیم           | گل‌ها |
| ---- | ------------------ | ------------- | ---- |
| ۱    | ژان-ژاک بوگویی     | شیراک         | ۲۱   |
| ۲    | سزار رومرو سامورا  | پیونیک        | ۲۱   |
| ۳    | کامو هووهانیسیان   | پیونیک        | ۱۰   |
| ۴    | هوهانس گوهاریان    | اولیس         | ۹    |
| ۴    | Aleksandar Rakić   | آرارات ایروان | ۱۰   |
| ۶    | آرداک آلکسانیان    | اولیس         | ۹    |
| ۶    | Mihran Manasyan    | آلاشکرت       | ۹    |
| ۸    | Gevorg Nranyan     | بانانتس       | ۶    |
| ۸    | داویت هاکوبیان     | شیراک         | ۶    |
| ۸    | Gegham Harutyunyan | گاندزاسار     | ۶    |
| ۸    | Vasil Palagnyuk    | گاندزاسار     | ۶    |